# Blaschke
Blaschke ist ein deutscher Familienname.

## Namensträger

### A
- Albert von Blaschke (1851–1931), deutscher Bankier

### B
- Bernd Blaschke (* 1983), deutscher Drehbuchautor, Schriftsteller, Regisseur und Schauspieler
- Björn Blaschke, deutscher Journalist

### E
- Ernst Blaschke (1889–1975), in Deutschland geborener Ingenieur

### F
- Felix Blaschke (1929–2007), österreichischer Ingenieur
- Florian Blaschke (* 1979), deutscher Journalist und Blogger
- Franz Josef Blaschke (1916–1984), deutscher Maler
- Friedrich Blaschke (Paläontologe) (1883–1911), österreichischer Paläontologe
- Friedrich Wilhelm Blaschke (1920–2006), deutscher Maler, Grafiker und Holzschneider
- Fritz Blaschke (1899–1968), deutscher Fußballspieler und -trainer

### G
- Georg P. Blaschke (1876–1929), deutscher Fußballfunktionär und Kieler Stadtrat
- Gottfried Blaschke (* 1937), deutscher Pharmazeut

### H
- Hannes Blaschke (* 1960), deutscher Triathlet und Triathlonveranstalter
- Hanno Blaschke (1927–2017), deutscher Sänger (Bariton)
- Hanns Blaschke (1896–1971), österreichischer Politiker (NSDAP)
- Heinz Blaschke (1908–1947), deutscher Journalist
- Helga Radener-Blaschke (1922–2015), deutsche Malerin, Illustratorin sowie Grafikerin
- Herbert Blaschke (1901–1973), deutscher Kunstmaler und Graphiker
- Heribert Blaschke (1931–2014), deutscher Industriemanager
- Hugo Blaschke (1881–1959), deutscher Zahnarzt und SS-Führer

### J
- Jarin Blaschke (* 1978), US-amerikanischer Kameramann
- Jochen Blaschke (* 1946), deutscher Sozialforscher
- Johann Blaschke (Kupferstecher) (auch János Blaschke; 1770–1833), österreichischer Kupferstecher
- Johann Blaschke (Rechtswissenschaftler) (1810–1882), österreichischer Rechtswissenschaftler und Hochschullehrer
- Johann Blaschke (1896–1971), österreichischer Politiker (NSDAP), siehe Hanns Blaschke
- Jürgen Blaschke, deutscher Fernsehmoderator, Video- und Musikproduzent und Schauspieler
- Julius Blaschke (1866–1922), deutscher Musikschriftsteller

### K
- Karlheinz Blaschke (1927–2020), deutscher Historiker und Archivar
- Katharina Blaschke (* 1956), deutsche Schauspielerin
- Klaus Blaschke (1937–2022), deutscher Kirchenjurist

### L
- Leon Blaschke (* 1996), deutscher Schauspieler

### M
- Manfred Blaschke (* 1936), deutscher Politiker (CSU)
- Marie Vandewart-Blaschke (1911–2006), neuseeländische Cellistin und Musikpädagogin

### O
- Olaf Blaschke (* 1963), deutscher Historiker
- Otto Blaschke (1908–1982), sudetendeutscher KZ-Arzt und SS-Obersturmführer

### P
- Paul Blaschke (1885–1969), deutscher Theologe und Musiker

### R
- Renate Blaschke-Hellmessen (1931–2022), deutsche Mikrobiologin
- Ronald Blaschke (* 1959), deutscher Soziologe und Politiker
- Ronny Blaschke (* 1981), deutscher Sportjournalist
- Rüdiger Blaschke (* 1954), deutscher Lokalpolitiker

### S
- Steffen Blaschke (* 1976), deutscher Wirtschaftswissenschaftler

### T
- Therese Blaschke (1858–nach 1929), österreichische Lehrerin und Redakteurin
- Thomas Blaschke (* 1965), deutscher Geograph und Geoinformatiker

### U
- Ursula Blaschke (* 1932), deutsche Marathonläuferin

### W
- Wilhelm Blaschke (1885–1962), österreichischer Mathematiker
- Wolfgang Blaschke (* 1967), deutscher Museologe und Sachbuchautor
- Wolfgang Blaschke (Fotograf) (1955–2021), deutscher Fotograf